# Сантуш, Арманда Берта душ
Арманда Берта душ Сантуш (порт. Armanda Berta dos Santos; род. 11 октября 1974) — восточнотиморский государственный и политический деятель. Лидер политической партии «КХУНТО». Является старшим из двух действующих заместителей премьер-министра Восточного Тимора и с мая 2020 года работает в составе правительства во главе с Тауром Матаном Руаком. Также является действующим министром социальной солидарности и инклюзивности, занимая эту должность с момента формирования правительства в июне 2018 года.

## Биография
С 2011 года является лидером политической партии «КХУНТО». В 2012 году на парламентских выборах партия «КХУНТО» набрала 2,97 % голосов избирателей и не смогла преодолеть 3 % избирательный барьер из-за нехватки 150 голосов и избрать двух членов в парламент.
На парламентских выборах 2017 года была избрана как лидер партии по списку. Также стала заместителем председателя Комитета по инфраструктуре, транспорту и коммуникациям и членом Комитета по экономике и развитию.
На досрочных парламентских выборах в 2018 году заняла 3-е место в «Альянсе за перемены и прогресс» (AMP), частью которого была партия «КХУНТО», и снова была избрана в парламент. 22 июня 2018 года была приведена к присяге в должности министра социальной солидарности и интеграции в новом правительстве, поэтому ей автоматически пришлось отказаться от своего места в парламенте.
После распада коалиции «AMP» в первые несколько месяцев 2020 года «Национальный конгресс за реконструкцию Тимора», который был ведущей партией в этой коалиции, 30 апреля 2020 года решил, что его члены, работающие в правительстве, уйдут в отставку. «Национальный конгресс за реконструкцию Тимора» проинформировал премьер-министра о своем решении 8 мая 2020 года, но партия «КХУНТО» продолжила поддерживать правительство. 12 мая 2020 года правительство одобрило создание двух новых должностей заместителей премьер-министра, а 29 мая 2020 года она была приведена к присяге в должности заместителя премьер-министра, сохранив за собой роль министра социальной солидарности и инклюзивности.

## Личная жизнь
Замужем за Жосе душ Сантушом Наймори Букаром, лидером «КОРК» (группы ритуального искусства в Восточном Тиморе). Он также является основателем «КХУНТО», но решил занять только позицию советника партии, а Арманда взяла на себя руководство.